# Paralichas bicoloripes
Paralichas bicoloripes is een keversoort uit de familie Ptilodactylidae. De wetenschappelijke naam van de soort is voor het eerst geldig gepubliceerd in 1911 door Pic.